# Ca la Rafela
Ca la Rafela és una obra noucentista de la Palma de Cervelló (Baix Llobregat) inclosa a l'Inventari del Patrimoni Arquitectònic de Catalunya.

## Descripció
Casa formada per planta baixa i pis coberta a dues vessants. La façana, arrebossada, presenta un balcó corregut amb dues portes al centre i una finestra a caba banda. Aquests vans són connectats, visualment, per un arrebossat que forma una motllura decorativa de forma ondulada i per tres òculs cecs ovalats de línies ondulants.
Al damunt hi ha quatre òculs més, també ovalats i disposats en horitzontal, de composició vegetal. A la barana del terrat s'alterna el mateix tipus d'element ovalat en horitzontal i vertical.